# Helmut Vollprecht
Helmut Vollprecht (* 24. November 1941 in Oybin) ist ein früherer deutscher Rennrodler.
Helmut Vollprecht vom SC Traktor Oberwiesenthal nahm mit seinem Partner Walter Eggert an den erstmals ausgetragenen Doppelsitzer-Wettbewerben im Rennrodeln bei den Olympischen Winterspielen 1964 in Innsbruck teil und wurde mit diesem Vierter, nachdem das Doppel nach dem ersten von zwei Durchgängen noch auf dem dritten Rang lag, sich aber in der Gesamtwertung den Italienern Walter Außendorfer und Sigisfredo Mair geschlagen geben musste. 1964 und 1965 gewann das Doppel Vollprecht/Eggert zudem bei den DDR-Meisterschaften hinter Klaus Bonsack und Thomas Köhler und vor Wolfgang Scheidel und Michael Köhler die Silbermedaille.